# Interferometria
Interferometria – technika wykorzystująca zjawisko interferencji fal elektromagnetycznych (światła, fal radiowych) do pomiarów, np. długości fali, pomiarów kątowych gwiazd, kontroli jakości elementów i układów optycznych.
Interferometria znajduje też zastosowanie w mechanice eksperymentalnej (interferometria moiré, holografia, czy interferometria plamkowa). Techniki te wykorzystuje się zasadniczo do pomiarów pola przemieszczeń i kształtu obiektów, choć dzięki informacjom uzyskanym z pomiarów pola przemieszczeń można, za pomocą numerycznego różniczkowania, w łatwy sposób wyznaczyć odkształcenia badanego obiektu.
Pierwszym etapem każdej z powyższych metod jest oświetlenie powierzchni badanego obiektu wiązką fali nośnej. Fala nośna jest znanym sygnałem, który zostanie zmodyfikowany na skutek zmian powierzchni obiektu. W przypadku interferometrii holograficznej uzyskany, charakterystyczny rozkład prążkowy jest wynikiem interferencji fali nośnej odbitej od zmienionego, na przykład zdeformowanego, obiektu z falą odbitą od obiektu pierwotnego, przy czym jako fale nośną stosuje się spójne, monochromatyczne światło laserowe. Prążki zwane są często liniami izoteicznymi (ang. isoteic lines) lub liniami stałego przemieszczenia, ponieważ każdy prążek znajduje się nad tymi punktami obiektu, które przemieściły się o tę samą wielkość.
Obecnie interferometria optyczna (fal elektromagnetycznych w zakresie widzialnym) wykorzystywana jest także do uzyskiwania obrazów obiektów astronomicznych o wyjątkowo dużej rozdzielczości.